# MX 리눅스
MX 리눅스(MX Linux)는 데비안 안정판 기반의 중간 크기의 리눅스 운영 체제이다. 코어 antiX 구성 요소, 그리고 MX 공동체가 만들거나 패키징한 추가 소프트웨어를 포함한다. MX 리눅스는 antiX와 전 메피스 공동체 간 협업 벤처로서 개발되었다. MX라는 이름에서 M은 MEPIS, X는 antiX를 대표하며 그 뿌리가 된다. 공동체가 언급한 목표는 효율적인 데스크톱을 높은 품질과 견고한 성능과 결합시키도록 설계된 운영 체제 계열을 만들어내는 것이다.
MX 리눅스는 플래그십으로서 KDE 플라스마 버전을 추가하는 Xfce 데스크톱 환경을 사용하며 2021년 단독 플럭스박스 구현체를 사용한다. 기타 환경은 스핀오프 ISO 이미지로 추가하거나 사용이 가능하다.

## 릴리스
| 버전        | 릴리스                    | 커널   | 커널 (AHS) |
| ----------- | ------------------------- | ------ | ---------- |
| MX-21       | 2021년 10월 21일          | 5.10   |            |
| MX-19.4.1   | 2021년 4월 8일            | 5.10   |            |
| MX-19.4     | 2021년 3월 31일           | 5.10   |            |
| MX-19.3     | 2020년 11월 11일          | 5.8    |            |
| MX-19.2 KDE | 2020년 8월 16일           | 5.6    |            |
| MX-19.2     | 2020년 6월 1일            | 5.6    |            |
| MX-19.1     | 2020년 2월 14일           | 5.4    |            |
| MX-19       | 2019년 10월 21일          | 5.4    |            |
| MX-18.3     | 2019년 5월 26일           | 4.19.5 |            |
| MX-18.2     | 2019년 4월 7일            | 4.19.5 |            |
| MX-18.1     | 2019년 2월 9일            | 4.19.5 |            |
| MX-18       | 2018년 12월 20일          | 4.19.5 |            |
| MX-17.1     | 2018년 3월 14일           | 4.15.4 |            |
| MX-17       | 2017년 12월 15일          | 4.15.4 |            |
| MX-16.1     | 2017년 6월 8일            | 4.7.8  |            |
| MX-16       | 2016년 12월 13일          | 빈칸   |            |
| MX-15       | 2015년 12월 24일          | 빈칸   |            |
| MX-14.4     | 2015년 3월 22일           | 빈칸   |            |
| MX-14.3     | 2014년 12월 3일           | 빈칸   |            |
| MX-14.2     | 2014년 6월 30일           | 빈칸   |            |
| MX-14.1.1   | 2014년 6월 18일           | 빈칸   |            |
| MX-14       | 2014년 3월 27일 (non-PAE) | 빈칸   |            |
| MX-14       | 2014년 3월 24일 (PAE)     | 빈칸   |            |

## 같이 보기
- AntiX
- 메피스

## 참고 문헌
- “MX 리눅스”. 《디스트로워치》.